# Pianomania
Pour plus de détails, voir Fiche technique et Distribution.
Pianomania, à la recherche du son parfait est un documentaire germano-autrichien réalisé par Lilian Franck et Robert Cibis et produit en 2009. Le film présente le maître accordeur de pianos Stefan Knüpfer, dans son travail pour des pianistes comme Pierre-Laurent Aimard, Lang Lang, ou encore Alfred Brendel. Pianomania a fait l'objet d'éloges et de nombreuses critiques enthousiastes,,.

## Fiche technique
- Titre : Pianomania - à la recherche du son parfait
- Réalisation : Lilian Franck, Robert Cibis
- Montage : Michèle Barbin
- Script : Lilian Franck, Robert Cibis
- Caméra : Jerzy Palacz, Robert Cibis
- Sociétés de production : Wildart Film, Oval Film
- Production : Ebba Sinzinger, Vincent Lucassen, Robert Cibis, Lilian Franck
- Pays de production :  Allemagne -  Autriche
- Langue originale : allemand, anglais
- Genre : Documentaire
- Durée : 93 minutes
- Année de production : 2009

## Protagonistes
- Stefan Knüpfer
- Pierre-Laurent Aimard
- Lang Lang
- Till Fellner
- Christoph Koller
- Alfred Brendel
- Julius Drake
- Ian Bostridge
- Richard Hyung-ki Joo
- Christoph Claßen
- Tobias Lehmann
- Marita Prohmann
- Rudolf Buchbinder
- Aleksey Igudesman

## Contenu
Le film se penche sur la collaboration entre Pierre-Laurent Aimard et Stefan Knüpfer. "L'Art de la fugue" de Bach doit être l’objet d’un enregistrement hors du commun. Pierre-Laurent Aimard a choisi le piano à queue numéro 109 pour cette occasion. Le film commence un an avant l’enregistrement et, pour les deux protagonistes, c'est le début d’une longue odyssée du son…
Pour Aimard, Stefan étudiera les instruments de l’époque de Bach. Il fait des expérimentations avec des absorbeurs de son en feutre et des réflecteurs en verre. Malheureusement, le piano numéro 109 doit être vendu en Australie et ce ne sera pas le seul obstacle que les deux héros rencontreront sur leur chemin. Lors des moments les plus tendus, Knüpfer détend l'atmosphère grâce à son humour. Avant d’arriver aux applaudissements désirés, la route du pianiste est longue.
Un après-midi, un artiste somnolent apparaît en jeans et en baskets colorées. C’est le pianiste chinois Lang Lang. Celui-ci est invité à donner un concert à la Konzerthaus de Vienne. Encore perturbé par le décalage horaire, il doit choisir un instrument pour le concert. L’emploi du temps chargé de sa tournée ne lui laisse que peu de temps pour des installations personnalisées. Il demande donc, presque timidement, qu’on lui réserve juste un tabouret massif qui supportera son jeu extroverti sans bouger d’un poil. Il donnera son concert devant une salle pleine, en costume sombre, les cheveux en bataille. Son tabouret tiendra le coup.
Les sketches du duo comique Igudesman et Joo caricaturent l’élite musicale. Avec Stefan Knüpfer, ils s’imaginent les scènes les plus folles pour leur prochaine show.
Alfred Brendel donne l’un de ses derniers concerts au Festival de Musique de Grafenegg. Knüpfer lui prépare son piano. De bonne humeur, Alfred Brendel lui livre ses instructions.
Le film n’est composé que de scènes d’observation. La thématique complexe prend alors toute sa légèreté.

## Technique
À l’instar du chemin laborieux des protagonistes pour parvenir au son parfait, les prises de son pour le film ont été très exigeantes. Certaines scènes sont enregistrées en qualité Dolby surround sur plus de 90 pistes.

## Prix, nominations et récompenses
- « Deutscher Filmpreis - Lola » (ce qui correspond au « César du cinéma » en France), catégorie “Meilleur Son”
- Meilleur film dans la section « Semaine de la critique » au Festival international du film de Locarno, Suisse[5],[6].
- Golden Gate Award du meilleur documentaire au 53e Festival du film de San Francisco, 2010[7].
- Pianomania a également été nommé comme meilleur documentaire européen par la European Film Academy (voir Prix du cinéma européen).
- Prix du public pour le meilleur documentaire au 36e International Filmweekend Würzburg[8].
- Premier prix (« Lüdia ») et prix du public au 20e Festival du Cinema à Lünen, en Allemagne [9].
- Récompense du « meilleur montage artistique » lors de la Diagonale Graz, en Autriche[10].
- La “Filmbewertungsstelle Wiesbaden” (instance officielle chargée de certifier la qualité artistique) a récompensé Pianomania de la mention « hautement recommandé » [11].
- « Mention Honorable » lors du festival EURODOK, organisé par l’Institut du Film de Norvège, à Oslo.
- Nomination pour le Prix du Film Autrichien[12].

## Morceaux et artistes de la bande originale
- Robert Schumann – Fantasie Opus 17 (Lang Lang)
- Ludwig van Beethoven – Sonate Opus 110 (Alfred Brendel)
- Wolfgang Amadeus Mozart – Sonate KV 333 (Lang Lang)
- Johann Sebastian Bach – "Kunst der Fuge" (L'Art de la fugue), Track Nr.18 (Pierre-Laurent Aimard)
- Ludwig van Beethoven – Concert pour piano, N° 3, Opus 37 (Till Fellner)
- Maurice Ravel – "Ondine", Gaspard de la nuit (Till Fellner)
- Franz Liszt – "Ungarische Rhapsodie" (cf. Rhapsodies hongroises) (Lang Lang)
- Frédéric Chopin – Prelude Opus 45 (client buying the 109 grand)
- Robert Schumann – "Dichterliebe" (Julius Drake – Ian Bostridge)
- Johannes Brahms – „Sommerabend“ (Julius Drake – Ian Bostridge)
- Franz Schubert – „Impromptus“ Opus 142 nr.1 (Alfred Brendel)
- Ludwig van Beethoven – „Für Elise“ et d'autres (Sketch Richard Hyung-ki Joo & Aleksey Igudesman)
- Erik Satie - "Gymnopédie" (Richard Hyung-ki Joo)
- Elliott Carter - "Cartenaire" (Pierre-Laurent Aimard)